# Pseudogynoxys bogotensis
Pseudogynoxys bogotensis là một loài thực vật có hoa trong họ Cúc. Loài này được (Spreng.) Cuatrec. miêu tả khoa học đầu tiên năm 1955.